# Volontär

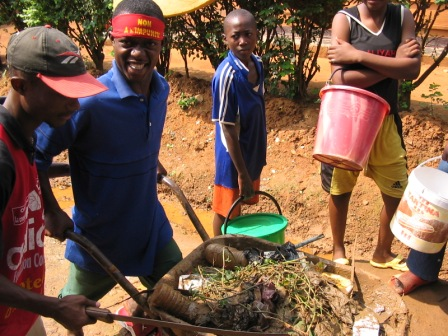
Volontärarbete i Kamerun

En volontär (efter franska volontaire, 'frivillig') är en person som erbjuder sina tjänster frivilligt och utan att kräva någon betalning, oftast organiserat genom en frivilligorganisation. Man kan vara volontär både i Sverige och utomlands. I Sverige idag kallas volontärerna ibland för frivilliga, ideella eller aktiva medlemmar.  

## Verksamhet
Inom utvecklingssamarbete/bistånd benämns även personer som har utlandsuppdrag med lön som volontärer. 
En volontär arbetar oftast via någon frivilligorganisation som till exempel Röda Korset eller Latinamerikagrupperna. Utomlands kan dessa kallas för Non-profit organization (icke vinstinriktad organisation) eller Non-governmental organization (icke statlig organisation).
Inom arbete med kulturarv är många volontärer engagerade. Ofta är volontärerna knutna till hembygdsföreningar eller museer. I Storbritannien är denna typ av volontärarbete en mycket viktig kraft för att bevara kulturarv bland annat genom National trust. Bland Sveriges museer är Jamtli i Östersund ett av de museer som har flest volontärer engagerade. 
Svenska kyrkan och andra trossamfund engagerar många volontärer framförallt inom diakonala verksamheter.
I de fall där ett företag låter en anställd arbeta som volontär på betald arbetstid hos en ideell organisation kallas denne ibland för företagsvolontär och initiativet inom vilket detta sker för ett "företagsvolontärprogram". Detta är än så länge vanligare i utländska företag än i svenska företag. 
Vill man åka som volontär utomlands ställs det vissa krav på volontären. Alla organisationer har olika inriktningar och behöver därför volontärer med olika typer av utbildning. Det finns också ett flertal organisationer som anordnar volontärresor till krisdrabbade områden (där volontären betalar för att organisationen ordnar med allt). I många fall får man själv betala vissa delar som exempelvis resebiljetterna, mat, husrum eller liknande.

## Historiskt
Volontär var i många europeiska länder benämning på en ung man som frivilligt inträdde i krigstjänst, framför allt med förhoppning om att vinna befordran till befäl.
I Sverige har folkrörelsen haft en stark demokratisk tradition, där det varit självklart att medlemmarna, som bestämt om organisationen och dess arbete, också arbetat ideellt för organisationen. Idag är det allt vanligare att ideella organisationer använder sig av volontärer för det arbete som medlemmar tidigare utfört. Ur folkrörelsens demokratiperspektiv är dagens volontärer närmare traditionellt välgörenhetsarbete än folkrörelsearbete.